# Philemon Arthur And The Dung
Philemon Arthur and the Dung er en musikgruppe fra Skåne i Sverige, der består af de to medlemmer Philemon Arthur og The Dung. Deres mest berømte sang er "In kommer Gösta".
I 1972 blev gruppen tildelt en Grammy for deres selvtitulerede debutalbum.
Hvem der gemmer sig bag pseudonymerne, kendes kun af nogle få mennesker, hovedsageligt hos pladeselskabet Silence Records, hvor gruppen har haft en pladekontrakt siden sin pladedebut i 1971. Et stædigt rygte hævder, at det enten ville være brødrene Thomas og Mikael Wiehe eller bandet Risken Finns. Imidlertid hævder Silence Records, at det er to personer, der er helt ukendte for offentligheden, der gemmer sig bag gruppenavnet.

## Historie
I 1972 udgav pladelseskabet Silence Records gruppens hjemmelavede optagelser på LP Philemon Arthur and the Dung. Musikken er optaget på båndoptagere med knasende mikrofoner og udføres på ustemt guitar, harmonika og genstande, der muligvis har været til rådighed i en husstand - gryder, pander, kageforme, stole, radiatorer og lignende. Teksterne varierer fra vrøvl over dybe og humoristiske overvejelser i livet til socialt bevidst satire om sociale fænomener som at føle sig udenfor, miljøforringelse og jagt.
I 1972 blev gruppen tildelt en Grammis for det selvtitulerede album fra 1971. Protesterne mod albummet, der modtog prisen, var en af de medvirkende faktorer til, at Grammisgalan blev lukket indtil 1987.
I forbindelse med femtenårsdagen for debutalbummet 1987 udgav gruppen kassetten Skisser Över 1914 Års Badmössor i fuld længde på pladeselskabet Silence Records. Kassetten var i en dåse med en papiretiket i blåt og rødt med teksten Äkta Skånska Naturljud og en tegning af to nøgne balder vendt mod hinanden. Sangene på kassetten blev angivet at være remasterede optagelser fra samme tid som sangene på debutalbummet.
I 1992 udgav Silence Records CD:en Musikens Historia del 1 och 2, som indeholder debutalbummet i sin helhed og et udvalg af sange fra kassetten Skisser Över 1914 Års Badmössor. CD-samlingen Får Jag Spy I Ditt Paraply? blev udgivet i 2002 med tidligere ikke udgivne optagelser og de resterende sange fra kassetten.
I 2010 blev der lavet en dokumentarfilm om gruppen med titlen Philemon Arthur and the Dung - orkestern utan ansikte.
I 2012 optrådte Philemon Arthur And The Dung på sangen "Hejsan Svejsan" på Hedningarnas album &.
Magnus Uggla indsang og udgav "In kommer Gösta" på sit coveralbum Allting som ni gör kan jag göra bättre fra 1987. På coveret er sangen krediteret M. Larsson. Bands som bob hund er meget inspireret af dem. På det norske rockband Kaizers Orchesters album Violeta Violeta Vol. 1 fra 2011 er der en sang kaldet "Philemon Arthur And The Dung", som er en hyldest til gruppen, som også var populær i Norge.

## Diskografi
- 1972 - Philemon Arthur And The Dung
- 1987 - Skisser Över 1914 Års Badmössor
- 1992 - Musikens Historia Del 1 Och 2
- 2002 - Får Jag Spy I Ditt Paraply? - The Very Best Of Philemon Arthur And The Dung